# 皇室詐欺
皇室詐欺（こうしつさぎ）とは、出自が皇室であるかの様に見せかけて詐欺を働く事を指す。

## 天皇との主張
大日本帝国憲法下では、天皇は神聖不可侵とされていた事から、敬わない行為や名誉を毀損する事については、刑法に特に罰則を設けていた。天皇への「不敬罪」・皇族に対する「皇族不敬罪」がそれで、当時は皇族を自称する事などは、皇室の権威を傷つけるとして重罪であった。
戦後直ぐの混乱期に一躍有名人となった「熊沢天皇」は、戦前は正当天皇としての活動は行わず、熊沢の父が明治時代に南朝の後裔であると認めてもらったのみであった。しかし戦後になり、熊沢天皇をはじめとする複数の自称天皇が乱立する。真偽はさておき、かつては大手を振れなかった自称南朝の末裔達で、それぞれに「侍従」達を引き連れていた。これらの自称天皇達も、始めは寄付をする実業家など後の高官を夢見た者達や、新聞に取り上げられるなど周囲の扱いが違ったが、当時の昭和天皇が全国巡幸を始めると、自称天皇は多くの国民から忘れられていった。

## 実際の詐欺事件
1950年代半ば、日本から離れたブラジル・サンパウロの日系人の間で、「朝香宮殿下が激励にいらっしゃった」と話題になる。朝香宮鳩彦王、すなわち皇籍離脱した朝香鳩彦は、実際には渡伯していないが、長く日本を離れていた人々が知るはずもなく、朝香宮農場で働けば日本へ帰れるとの甘言にだまされてしまう。この偽朝香宮は一切人前には現れなかった。これには100人を越す者が応募したが、1954年、地元警察により偽物は逮捕された。
昭和天皇が崩御し元号が平成と変わった頃（1989年）には、「白仁王殿下」とその秘書「渡辺殿下」が登場した（「白仁王事件」）。「白仁王殿下」は「昭和天皇の御落胤」・「天皇陛下（第125代天皇）の御兄」・「日本国代表者」（このような名称の地位・職務はない）と、また「渡辺殿下」は「国際連合よりナイトの爵位を授与されている」（このような制度はない）と騙り、北陸地方を中心に国内の中小企業経営者などに対し菊花紋入りの案内状を次々に送付。「白仁王殿下が、中小企業に対し育成資金を賜る。その為に、まず保証金として数百万円の納入が必要とのことである」と持ちかけた。被害者を信用させるために賞状や偽物の「勲章」・「勲記」などを作成、京都市の都ホテルの広間を使い、「勲章授与式」まで挙行。騙された「受章者」の中には、眼前に登場した「白仁王」に対し、「陛下!」（ただし「白仁王」は「陛下」とは騙っていなかった）と跪いて涙ぐむ者もいたという。ホテル側は「渡辺殿下」から「企業グループの表彰式」等と説明され、所定の利用料金を支払った客を疑うわけにもいかずそれを信じ、詐欺グループに場所を貸してしまう結果になったとのことであった。こうしてすっかり信用するに至った被害者達は相次いで金を支払ったが、いくら待っても育成資金が振り込まれなかったため、被害者が警察に訴え出たことにより詐欺が発覚、「白仁王」・「渡辺殿下」らは逮捕された。「白仁王」には仲間が多く朝鮮王族「李成義妃殿下」・満州国皇帝溥儀の「弟」（いずれも架空）までも登場し日本全国に渡って出没、被害総額は15億円を越えたという。この詐欺グループの首謀者は「渡辺殿下」であり、勲章などの小道具やホテルの会場等、事前に金をかけて大掛かりな準備を行い、出没範囲も全国に広がっていたことから、背後に資金源があるものと疑われたものの、詳細は不明のままであった。「白仁王」は奈良県在住の一般人で、自分の苗字に「白」がつくことから「白仁王」と名乗った。「白仁王」は「渡辺殿下」の誘いに乗り詐欺グループに参加。長期間「白仁王」になりきり、逮捕時には自ら御落胤であると信じ込んでいるほどであった。更に被害者の中にも、「白仁王」と「渡辺殿下」が逮捕・起訴されてもなお、「騙されたとは思っていない」・「あの御方は本物」・「宮内庁が真実を隠そうとしている」等と疑いを持たずに信じている者がいた。この詐欺が平成の代替わりに伴う諸々の宮中儀式・国家儀礼が行われていた当時の状況を利用し、巧妙な手口によってなされたものであったことを物語っている。
1996年（平成8年）には、「中山殿下」なるものが出現する。中山のつく皇族はいなかったはずであるが、明治天皇の母系にあたりその5代目という。事実、明治天皇の生母は中山慶子であったが、仮に事実であってもこの出自では「殿下」とならない。しかし、皇族に対する知識が乏しかったのか被害者は1000万円を出資してしまった。同じ年にはシンガポールで「昭和天皇の娘」が現れている。
2003年（平成15年）には、高松宮宣仁親王薨去の前に親王から告白されたと称する「有栖川識仁殿下」が現れた。既に断絶した有栖川宮の継承者であると称する偽殿下は、相棒の妃殿下と共に旧軍の軍服（大礼服を模した物）に身を包み、束帯に御色直しをした結婚式を挙行して箔付けをし、外国の政治家と会食した写真を携えて、出資金を集めていた。